# Zedelgem
Zedelgem ist eine belgische Gemeinde in der Region Flandern mit 23.460 Einwohnern (Stand 1. Januar 2024). Sie besteht aus dem Hauptort Zedelgem und den Ortsteilen Aartrijke, Loppem und Veldegem. Brügge liegt 8 km nordnordöstlich, Oostende an der belgischen Küste 18 km nordwestlich.

## Geschichte
Gegen Ende des Zweiten Weltkriegs bestand in der Umgebung das Kriegsgefangenenlager Zedelgem für bis zu 60.000 Gefangene der Wehrmacht und Waffen-SS.

## Verkehr
Die nächsten Autobahnabfahrten befinden sich bei Brügge an der A10/E 40 und bei Ruddervoorde an der A17.
Zedelgem hat einen Regionalbahnhof an der Bahnstrecke Kortrijk – Zedelgem – Brügge; in Brügge halten auch überregionale Schnellzüge.

## Partnergemeinden
Es besteht seit 2007 eine kommunale Partnerschaft mit Reil an der Mosel.

## Persönlichkeiten
- F. R. Boschvogel (1902–1994), belgischer Schriftsteller

## Einzelnachweise

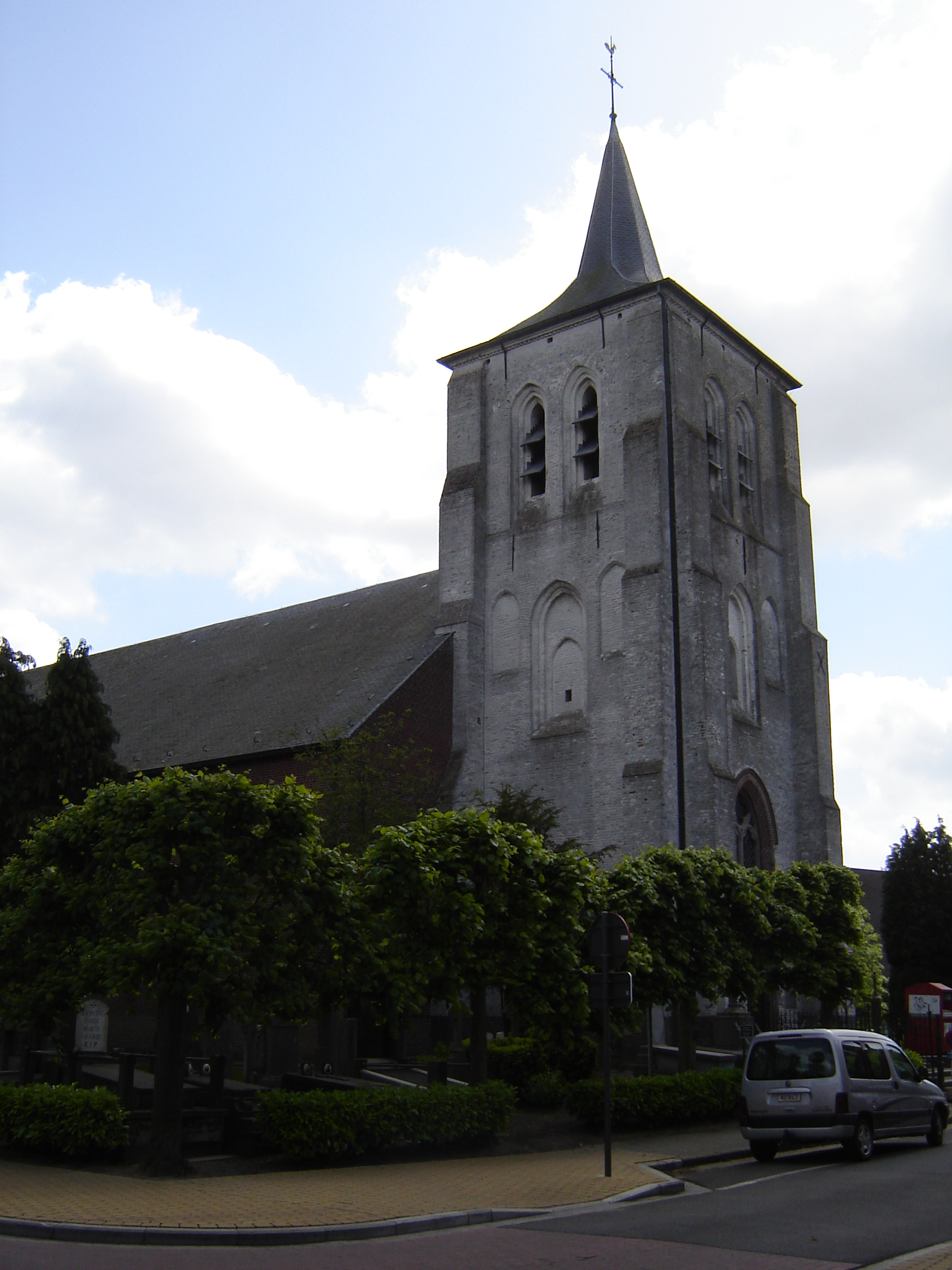
Zedelgem: St. Laurenziuskirche mit gotischem Kirchturm